# Адріано Жерлін да Сілва
Адріано Жерлін да Сілва (порт. Adriano Gerlin da Silva, нар. 20 вересня 1974, Драсена) — бразильський футболіст, що грав на позиції півзахисника. По завершенні ігрової кар'єри — спортивний функціонер.
Виступав, зокрема, за клуби «Ксамакс» та «Сан-Паулу», а також молодіжну збірну Бразилії.

## Клубна кар'єра
Адріано народився в Драсені. Футбольну кар'єру розпочав у 1991 році в складі «Гуарані» (Кампінас), а вже наступного року почав залучатися до матчів дорослої команди клубу, в якій провів 5 матчів у чемпіонату. 
Після цього перспективний 18-річний гравець виїхав до Швейцарії, де в 1992 році підписав контракт з місцевим «Ксамаксом». Відіграв за команду з Невшателя наступні три сезони своєї ігрової кар'єри.
У 1995 році повернувся на батьківщину, де став гравцем «Ботафогу», проте того ж року перейшов у «Жувентуде». Наступним клубом нападника став «Сан-Паулу», у складі якого провів наступні два роки своєї кар'єри гравця. А вже в 1999 році Жерлін перейшов до «Наутіко Капібарібе», проте того ж року опинився в складі «Атлетіко Мінейру», у складі якого в чемпіонаті зіграв 12 матчів та відзначився 1 голом. 
Протягом 2000—2004 років захищав кольори клубів «Спорт Ресіфі», «Урава Ред Даймондс», «Сан-Паулу», «Баїя», «Наутіко Капібарібе», «Португеза Сантіста».
2 березня 2005 року підписав контракт з клубом «Погонь» (Щецин), проте вже 11 січня 2006 року став гравцем «Брагантіно». Потім виступав за КРБ. Того ж року опинився в «Атлетіко Насьйональ», але 20 липня 2006 року залишив розташування колумбійського клубу. 13 лютого 2007 року підписав 4-місячний контракт з клубом Серії C та Ліги Паулісти «Жувентус» (Сан-Паулу).
Ще в 2005 році разом з братом Джуліано заснував клуб «Оесте Пауліста», в якому був його презижентом. У період з 2007 по 2009 рік був водночас і гравцем клубу, в якому й завершив професіональну кар'єру футболіста.

## Виступи за збірні
1991 року дебютував у складі юнацької збірної Бразилії, взяв участь у 4 іграх на юнацькому рівні та відзначився 4 забитими м'ячами. Разом з командою став переможцем юнацького чемпіонату Південної Америки (U-17).
1993 року залучався до складу молодіжної збірної Бразилії. На молодіжному рівні зіграв у 6 офіційних матчах, забив 3 м'ячі. Разом з бразильською «молодіжкою» виграв Чемпіонат світу U-20, на якому став найкращим бомбардиром збірної та найкращим гравцем турніру.

## Статистика виступів
| Клубні виступи | Клубні виступи | Клубні виступи | Ліга  | Ліга | Кубок                   | Кубок                   | Кубок ліги      | Кубок ліги      | Загалом | Загалом |
| Сезон          | Клуб           | Ліга           | Матчі | Голи | Матчі                   | Голи                    | Матчі           | Голи            | Матчі   | Голи    |
| Японія         | Японія         | Японія         | Ліга  | Ліга | Кубок Імператора Японії | Кубок Імператора Японії | Кубок Джей-ліги | Кубок Джей-ліги | Загалом | Загалом |
| -------------- | -------------- | -------------- | ----- | ---- | ----------------------- | ----------------------- | --------------- | --------------- | ------- | ------- |
| 2001           | Урава Ред      | Джей-ліга      | 22    | 6    | 0                       | 0                       | 3               | 1               | 25      | 7       |
| Країна         | Японія         | Японія         | 22    | 6    | 0                       | 0                       | 3               | 1               | 25      | 7       |
| Загалом        | Загалом        | Загалом        | 22    | 6    | 0                       | 0                       | 3               | 1               | 25      | 7       |

## Титули й досягнення

### Командні
«Сан-Паулу»
- Кубок володарів кубків КОНМЕБОЛ
  -  Володар (1): 1996

- Ліга Пауліста
  -  Чемпіон (1): 1998

«Спорт Ресіфі»
- Ліга Пернамбукано
  -  Чемпіон (1): 2000

- Кубок Нордесте
  -  Володар (1): 2000

збірна Бразилії
- Юнацький чемпіонат Південної Америки (U-17)
  -  Чемпіон (1): 1991

- Молодіжний чемпіонат Південної Америки
  -  Чемпіон (1): 1992

- Молодіжний чемпіонат світу
  -  Чемпіон (1): 1993

### Індивідуальні
- Чемпіонат світу з футболу серед 17-річних: 1991 (Золота бутса)
- Молодіжний чемпіонат світу з футболу: 1993 (Золота бутса)